# Bir Deli Rüzgar
Bir Deli Rüzgar è una serie televisiva turca composta da 6 episodi, trasmessa su Fox dal 15 settembre al 20 ottobre 2018, con protagonisti Pınar Deniz, Berk Cankat, Hatice Aslan e Almila Ada.

## Trama
Melike Candan è una cantante che ha imparato dai suoi errori cosa significa realizzare i propri sogni. Da tempo che ormai i suoi sogni sono infranti, vede nella giovane Gökçe lo stesso ingenuo desiderio di successo e crede che le porterà solo dolore. Insieme, cercano una soluzione per cambiare il loro destino.

## Episodi
| Stagione       | Episodi | Prima TV Turchia | Prima TV Italia |
| -------------- | ------- | ---------------- | --------------- |
| Prima stagione | 6       | 2018             | inedita         |

## Personaggi e interpreti
- Gökçe Yücel (episodi 1-6), interpretata da Pınar Deniz.
- Uğur (episodi 1-6), interpretato da Berk Cankat.
- Melike Candan (episodi 1-6), interpretata da Hatice Aslan.
- Melike Candan da piccola (episodi 1-6), interpretata da Almila Ada.
- Reşat Batur (episodi 1-6), interpretato da Kanbolat Görkem Arslan.
- Melis Rengin (episodi 1-6), interpretata da Pelin Uluksar.
- Professore Cenap Tunç (episodi 1-6), interpretato da Mustafa Uğurlu.
- Nurcan (episodi 1-6), interpretato da Ceren Benderlioğlu.
- Kemancı Ali (episodi 1-6), interpretato da Ferit Kaya.
- Tunahan (episodi 1-6), interpretato da Erdem Kaynarca.
- Sevim Soylu (episodi 1-6), interpretata da Fulden Akyürek.
- Ahmet Batur (episodi 1-6), interpretato da Taner Turan.
- Hanife Candan (episodi 1-6), interpretata da Meltem Gülenç.
- Nazan (episodi 1-6), interpretata da Fulya Ülvan.
- Sadık Candan (episodi 1-6), interpretato da Cengiz Tangör.
- Ayhan Kozan (episodi 3-6), interpretato da Teoman Kumbaracıbaşı.
- Şükran Batur (episodi 4-6), interpretata da Deniz Arna.

## Produzione
La serie è diretta da Altan Dönmez, scritta da Volkan Gürses e prodotta da TMC Film.

### Riprese
Le riprese sono state effettuate da agosto 2018 e sono terminate pochi mesi dopo a Istanbul.

## Promozione
L'esordio della serie, previsto per il 15 settembre 2018, è stato annunciato il 4 settembre attraverso i profili social della serie, di Fox e della società di produzione TMC Film. I primi promo sono stati rilasciati dal 18 agosto dello stesso anno.